# Théo Golliard
Théo Golliard (* 27. September 2002 in Riaz) ist ein Schweizer Fussballspieler.

## Karriere
Golliard stammt aus dem Kanton Freiburg und erhielt seine Ausbildung im Kompetenzzentrum des Freiburger Fussballverbands, dem Team AFF-FVV, ehe er 2018 zum BSC Young Boys wechselte, wo er die übrigen Jugendstufen durchlief. Am 21. August 2022 kam er zu seinem Debüt für die erste Mannschaft, als er im Cupspiel gegen den FC Schoenberg aus seinem Heimatkanton in der 61. Minute für Donat Rrudhani eingewechselt wurde. Danach lief er wieder für die U21-Mannschaft auf. In 30 Spielen gelangen im 15 Tore und ein Assist.
Im Juli 2023 wechselte Golliard leihweise zum FC Vaduz in die Challenge League, um den verletzten Nicolas Hasler zu ersetzen. Der Sportchef Franz Burgmeier kündigte ihn als «grosses Talent» und «polyvalent einsetzbar» an. Golliard stand in allen 36 Ligapartien in der Startelf. Wettbewerbsübergreifend absolvierte er 42 Partien für die Liechtensteiner, erzielte 8 Tore und lieferte 11 Vorlagen. Ende Saison kehrte er zu den Young Boys zurück.
Am 17. August 2024 lief Golliard, abermals in der ersten Runde des Schweizer Cups, zum zweiten und letzten Mal für die erste Mannschaft der Young Boys auf. Im Spiel gegen den FC Printse-Nendaz wurde er auf die zweite Halbzeit hin für Sandro Lauper eingewechselt und erzielte in der 63. Minute das Tor zum 9:0. Zwar wurde sein Vertrag vorzeitig um ein Jahr bis 2026 verlängert, am 27. August folgte aber erneut eine Leihe, diesmal an Helmond Sport in die zweite niederländische Liga, die Eerste Divisie. Golliard verpasste in der restlichen Saison kein einziges Spiel, stand in 27 von 35 Ligaspielen in der Startelf und erzielte 6 Tore. Schon im April 2025 wurde in der Berner Zeitung die Vermutung geäussert, dass Golliard trotz seiner ansprechenden Leistungen eher nicht zu seinem Stammclub zurückkehren werde, da YB «auf physisch starke Spieler» setze.
Am 24. Juli 2025 wechselte Golliard zum FC Winterthur, wo er einen Zweijahresvertrag unterzeichnete. Der Verein reagierte damit auf den Abgang von Matteo Di Giusto zum FC Luzern und präsentierte Golliard als «spielintelligente[n] und technisch starke[n] Spieler». Am ersten Spieltag, in einem Auswärtsspiel gegen Lausanne-Sport, wurde er in der 82. Minute für Christian Gomis eingewechselt und kam damit zu seinem Debüt in der Super League.